# Tramwaje w Lusajlu
Tramwaje w Lusajlu – system komunikacji tramwajowej o długości 5,5 km uruchamiany od 2022 r. w katarskim Lusajlu.
Na stacji Legtaifiya możliwa jest przesiadka do metra w Dosze. Docelowo sieć ma mieć długość 28 km, 4 linie i 25 stacji.